# 山口祐輝
山口 祐輝（やまぐち ゆうき、2009年11月26日 - ）は、日本の子役。元アミューズ所属。

## 出演

### ドラマ
- 明日もきっと、おいしいご飯〜銀のスプーン〜（2015年6月1日 - 7月31日、東海テレビ） - 雨宮路加 役
- 早子先生、結婚するって本当ですか？ (フジテレビ、2016年)
- 新春ドラマスペシャル「釣りバカ日誌 新入社員 浜崎伝助」伊勢志摩で大漁！初めての出張編(テレビ東京、2017年1月2日)
- 連続ドラマW「コールドケース２〜真実の扉〜」第4話 (WOWOW、2018年)
- 特捜9 第5話 (テレビ朝日、2018年5月9日)　大吾 役[2]
- モコミ〜彼女ちょっとヘンだけど〜 第1話（2021年1月23日、テレビ朝日）

### CM
- パナソニック「ふだんプレミアム」(2015年)

### 情報バラエティー
- えいごであそぼ with Orton (NHK Eテレ、2017年)
- ノージーのひらめき工房 第43回 (NHK Eテレ、2015年5月2日)
- いないいないばあっ! (NHK Eテレ)

### 映画
- カノン (2016年10月1日)

### 舞台
- ブロードウェイ クリスマス・ワンダーランド 2018 (2018年)

### その他
- えいごであそぼ with Orton 2017-2018 ベスト (2018年) CD
- えいごであそぼ with Orton HELLO WORLD (2018年) DVD
- ベネッセ　雑誌・新聞
- トンガリフィーバー！！ (2016年) ダンスVTR
- 東洋タイヤ